# Peuerbach
Peuerbach – miasto w Austrii, w kraju związkowym Górna Austria, w powiecie Grieskirchen. 1 stycznia 2023 liczyło 4697 mieszkańców. 1 stycznia 2018 do miasta przyłączono gminę Bruck-Waasen.